# Ik ben toch zeker Sinterklaas niet
Ik ben toch zeker Sinterklaas niet is een single van Kinderen voor Kinderen die in 1986 is uitgebracht. Het nummer staat ook als track 9 op het album Kinderen voor Kinderen 7. 
Het nummer is gecomponeerd en geschreven door Henk Temming en Henk Westbroek van Het Goede Doel.  In december 1986 stond het drie weken in de Nederlandse Top 40.

## Inhoud
In het lied zingen kinderen wat ze (mogelijk met Sinterklaas) graag zouden willen hebben, maar niet krijgen van hun vader omdat die te weinig geld heeft. Het refrein wordt gerapt door Edwin Rutten, die de kinderen als volgt antwoordt: 
Ik ben toch zeker Sinterklaas niet
Er staat geen geldboom in m'n tuin
Ik ben Sinterklaas niet
Ik heb een negatief fortuin
Als er straks bankbiljetten groeien op m'n rug
Ben jij de eerste die het hoort, kom dan nog maar eens terug

## Alternatieve versie
Temming nam het nummer opnieuw op voor de film De Hulpsinterklaas, die in 1992 verscheen. De liedjes uit die film verschenen in 1991 al op het gelijknamige album. Temming zingt deze versie van Ik ben toch zeker Sinterklaas niet zelf. Tekstueel zijn er een paar wijzigingen aangebracht. Zo staan de coupletten in de verleden tijd, omdat Temming de tekst van de kinderen als volwassen man zingt. Ook refereert het nummer naar andere liedjes op het album, onder andere naar Het pakje.

## Hitnoteringen
| Ik ben toch zeker Sinterklaas niet | Ik ben toch zeker Sinterklaas niet | Ik ben toch zeker Sinterklaas niet | Ik ben toch zeker Sinterklaas niet | Ik ben toch zeker Sinterklaas niet | Ik ben toch zeker Sinterklaas niet | Ik ben toch zeker Sinterklaas niet |
| Hitlijst                           | Datum van binnenkomst              | Week:                              | 50                                 | 51                                 | 52                                 |                                    |
| ---------------------------------- | ---------------------------------- | ---------------------------------- | ---------------------------------- | ---------------------------------- | ---------------------------------- | ---------------------------------- |
| Nederlandse Top 40                 | 06-12-1986                         | Positie:                           | 37                                 | 35                                 | 40                                 | uit                                |